# کرم‌رضا پیریایی
کرم‌رضا پیریایی (زاده ۱۰ دی ۱۳۳۹ در کوهدشت) سیاستمدار ایرانی و از چهره‌های سیاسی استان لرستان و استاندار همدان از بهمن ۱۳۸۸ تا تیرماه ۱۳۹۱ و استاندار استان قم در دولت دهم بوده‌است. وی همچنین در مرداد ۱۳۹۲ نشان ملی سازندگی را از محمود احمدی‌نژاد دریافت کرد.
کتاب سروستان هو از تألیفات پیریایی است.

## زندگی
پیریایی از رزمندگان ایرانی علیه عراق بوده‌است. از وی مقالاتی در مورد شهید اسماعیل هادیان و حمید ابراهیمی در رسانه‌ها منعکس شده‌است. پیریایی در سنین جوانی خود در کوهدشت لرستان، علاوه بر تشکیل اتحادیه دانش آموزان لرستان و برگزاری اردوهای فرهنگی و تربیتی، هسته‌ها؛ جلسات و محفل‌هایی هم با فرهنگیان، بازاریان، دانش آموزان و قشرها مختلف مردم تشکیل داد که خروجی آن تربیت برخی از مسئولان اجرایی در سطح کشور، روحانیون و مدیران مؤثر شاغل در نظام جمهوری اسلامی بود. بسیاری از شاگردان وی هم‌اکنون در سمت‌های گوناگون و مهم کشوری فعالند. پیریایی دربارهٔ نظام تربیتی خود می‌گوید «من کار تربیتی مفصل از بامداد تا بامداد کردم نه از صبح تا شب! و در طول عمر هیچ وقت کار معلمی و تربیتی را رها نکرده‌ام»
پس از دبیری آموزش و پرورش در سن ۱۹ سالگی و معاونت امور تربیتی استان در عرصهٔ اجرایی؛ «مسئولیت او در شورای هماهنگی تبلیغات شهرستان کوهدشت» بود و سپس عضویت در شورای فرهنگی جهاد دانشگاهی اصفهان و نمایندگی دانشجویان دانشگاه اصفهان.
پیریایی از نخستین اولین افرادی بود که در حزب جمهوری اسلامی عضو شد؛ زیرا معتقد بود که «حزب معبد من است.» کادر سازی را به فعالیت حزبی ترجیح می‌داد اما مدتی بعد، پیریایی نقش مؤثری را برای احزاب و تشکل‌های سیاسی در کادر سازی نمی‌بیند و در این باره معتقد است: «من یک زمانی فکر می‌کردم احزاب می‌توانند متولیان خوبی برای کادر سازی باشند چون هم می‌توانند دارای برنامه و اتاق فکر باشند و هم نیروهای خوب را شناسایی و در افقی بالاتر آنها را بسازند ولی در شرایط فعلی کشور از اینکه احزاب بتوانند کار درست و مؤثری انجام دهند و بتوانند نقش واقعی و مناسبی را درعرصه اداره امور کشور داشته باشند؛ نشانه‌های بزرگی را نمی‌بینم.»

## وزارت آموزش و پرورش
بعد از عدم رای اعتماد مجلس به باغ گلی وزیر پیشنهادی ابراهیم رئیسی، خبرگزاری رضوی و بسیاری از کانال‌های تلگرامی از جمله کانال سپاه پاسداران، در گزارشی اعلام کردند که پیریایی به علت سابقه ۱۰ ساله در آموزش و پرورش و همچنین سمت‌های گوناگون در صداوسیما، استانداری و فرمانداری شهرهای گوناگون، به همراه چند تن دیگر مهم‌ترین گزینه‌های دولت برای ریاست بر وزارت آموزش و پرورش هستند.

## نامه به احمدی‌نژاد
تا پیش از انتخابات ۹۶ پیریایی از شخصیت‌های پرنفوذ دولت احمدی‌نژاد بشمار می‌رفت؛ او استاندار استان‌های قم و همدان در دولت دهم بوده‌است و در مرداد ۱۳۹۲ از احمدی‌نژاد درجه نشان ملی سازندگی دریافت کرده بود اما پس از ثبت نام محمود احمدی‌نژاد در انتخابات ۹۶ نامه‌ای سرگشاده به او نوشت و ثبت نام وی را بدترین کاری که او می‌توانست انجام دهد توصیف کرد و رفتار وی را در توجیه کاندیداتوری اش برای انتخابات ریاست جمهوری، نمایشگاهی از تناقضات خواند. در این نامه آمده‌است: «اشتباه جبران ناپذیری را مرتکب شدید، در توجیه نامزدی خود نمایشگاهی از پارادوکس راه انداخته‌اید» و از او خواست که به «پارادوکس کلان» ش خاتمه دهد. در بخش دیگری از این نامه آمده‌است:
«چگونه توانسته‌اید تصور کنید که آقای دکتر احمدی‌نژاد آن بدون سوابق و رزومه ویژه می‌توانست منهای کمک و حمایت یک جریان بزرگ ارزشی و ولایی، یک رقیب نامدار چون آیت‌الله هاشمی را با فاصله قریب به هفت میلیون رای پشت سر بگذارد؟ نکند خیال می‌کنید که همه هفده میلیون رای، در انتخابات ریاست جمهوری نهم نتیجه شناخت از شخصیت شما و محصول عملکرد آن جناب در دوره کوتاه شهرداری تهران است؟»

## مرکز موسیقی و سرود صدا و سیما
پیریایی در ۲۹ آذر ۱۳۸۴ توسط عزت‌الله ضرغامی رئیس وقت صداوسیما به ریاست مرکز موسیقی و سرود آن نهاد انتخاب شد. پس از قریب به سه سال مدیریت مرکز موسیقی و سرود به درخواست شخصی مسئولیت‌اش را واگذار کرد. ضرغامی ابتدا با درخواست او مخالفت کرد و پنج ماه بعد آن را پذیرفت.
پیریایی در مدت ریاست خود توانست با تعاملاتی که با استادان بزرگ موسیقی ایرانی کرد و برگزاری جشنواره‌های موسیقایی تحول اساسی در موسیقی صداوسیما ایجاد کند.
او پای اشخاص اثرگذار و شناخته‌شده‌ای را همچون استاد پورتراب، استاد منظمی، سالار عقیلی، دکتر سریر، دکتر فرهت، استاد هوشنگ کامکار، استاد شهرام ناظری و … را به صدا و سیما باز کرد و ساخت قطعات فاخر و سمفونی‌های تحسین شده‌ای چون پیامبر و مولوی رومی از عملکردهای او بود. سالار عقیلی خواننده سنتی ایران دربارهٔ او گفت: «دوران ریاست پیریایی در مدیریت هنری صداوسیما دورانی طلایی بود»
پیریایی مبتکر جشنواره انتخاب یک صد اثر برتر تاریخ موسیقی ایران بود که بزرگ‌ترین رخداد رسانه ای موسیقی در طی سال‌های گذشته لقب گرفت.
علاوه بر اینها اهالی فرهنگ اقدام مهم او را طرح تنظیم سند راهبرد ملی موسیقی کشور می‌دانند که از طریق شورای عالی انقلاب فرهنگی تصویب شد.
او سپس به عنوان معاون هماهنگی معاونت حقوقی و امور مجلس رئیس‌جمهور منصوب شد.

## استانداری همدان
در ۱۸ بهمن ۱۳۸۸ وزیر وقت کشور، پیریایی را به عنوان استاندار همدان معرفی کرد. پیریایی در ابتدا، پروژه راه‌آهن ملایر را آغاز کرد و در دوره خودش به اتمام رساند. سپس در همان شهر پروژه سد کلان ملایر را به اتمام رساند. پیریایی در اتمام پروژه بام ملایر نقش ویژه‌ای ایفا کرد. مدتی بعد پیریایی با نفوذی که در دولت دهم داشت توانست فرودگاه همدان را به فرودگاه بین‌المللی تبدیل کند و این اقدام موجب شد ساکنین استان‌های غرب کشور برای سفر به خارج از ایران دیگر نیاز به سفر به تهران نداشته باشند. پیریایی در شهر همدان دست به احداث چند تقاطع غیرهمسطح زد که غیر از کاهش ترافیک در ساعات شلوغ، منجر به مدرن سازی جلوه شهر شد.
پیریایی در ۱۶ آبان ۱۳۸۹ بزرگ‌ترین باغ موزه دفاع مقدس کشور را افتتاح کرد که کار احداث آن از دو دهه قبل به همت بنیاد حفظ آثار و ارزش‌های دفاع مقدس آغاز شده بود، خبرگزاری‌ها آن را نگینی در میان آثار جدید گردشگری کشور خواندند.
پیریایی در ۷ خرداد ۱۳۹۱ به عنوان استاندار قم منصوب شد.

افتتاح باغ موزه دفاع مقدس در حضور سرلشکر عزیز جعفری

### عصر کاری و شب فرهنگی
عصر کاری و شب فرهنگی، یکی از برنامه‌های ویژه پیریایی برای بخش‌های استان و همچنین مناطق شهری همدان و قم بود که استاندار به همراه معاونین خود و برخی از مدیران کل، طی سفری یک روزه به بخش‌ها مشکلات آن‌ها را مورد بررسی و برای رفع آنان مصوباتی می‌گذراند و برگزاری جلسات دیدار عمومی با قشرها مردم نیز از دیگر برنامه‌های پیریایی در سفر به بخش‌ها بوده‌است.

## استانداری قم

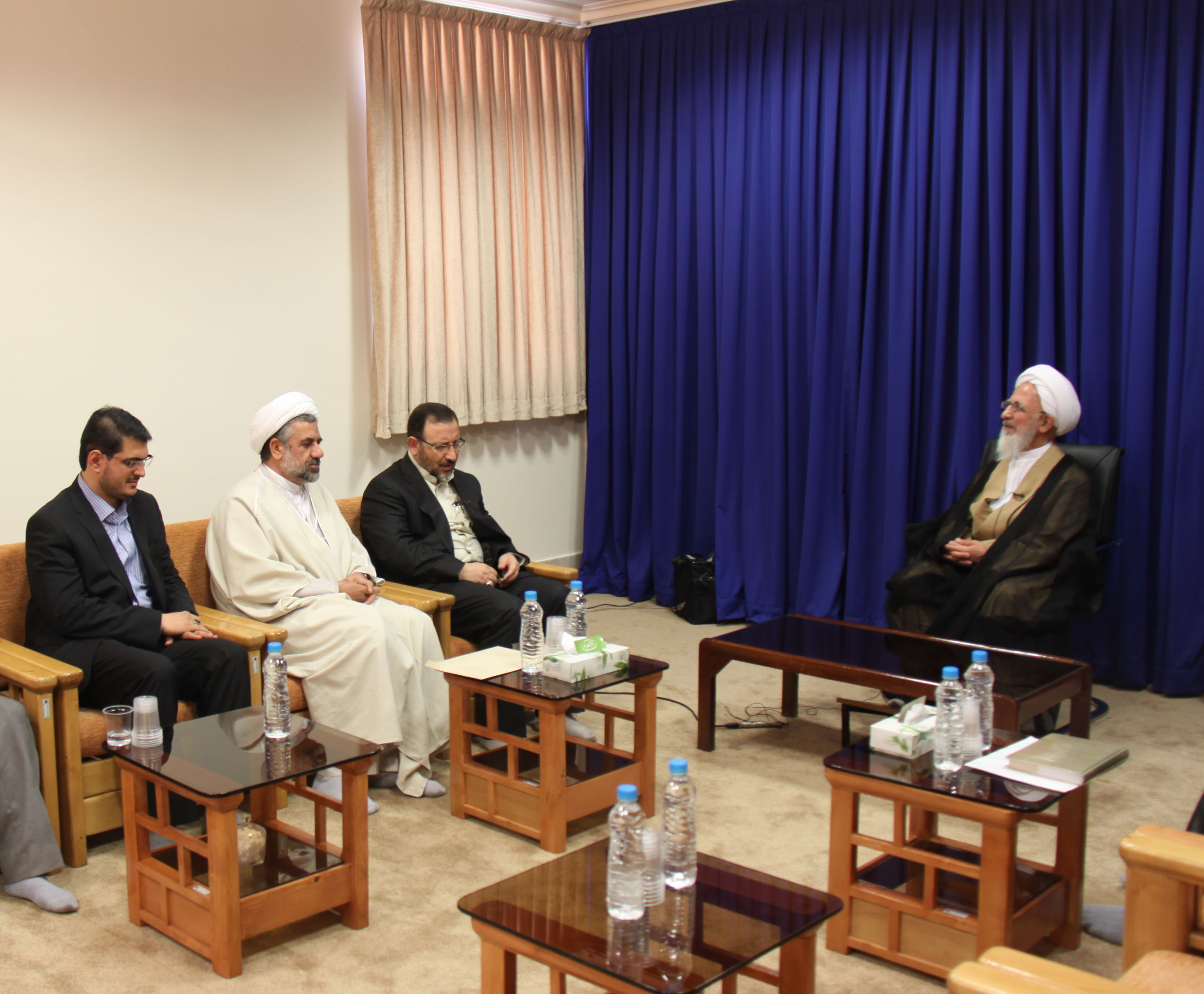
کرم رضا پیریایی و آیت الله جوادی آملی

پس از استانداری همدان و خدمات ارزنده، در ۷ خرداد ۱۳۹۱ به عنوان استاندار قم منصوب شد. او دوره خود را با شعار «جهان شهر بودن قم، انسجام و هم افزایی، حفظ وحدت، وفاق و همدلی و بهره‌مندی از ظرفیت‌ها» آغاز کرد. او بر سرعت اجرای پروژه حرم جمکران تأکید کرد، این پروژه بلوار پیامبر اعظم است که این بلوار حرم مطهر حضرت معصومه را در مسیر مستقیم به مسجد جمکران متصل می‌کند، به طوری که در این بلوار امکان مشاهده گنبد کریمه اهل بیت و همچنین گنبد مسجد مقدس جمکران وجود دارد. این طرح موجب ستایش شورای شهر قم و مقامات قم از پیریایی را در پی داشت. پیگیری آمایش سرزمین از مهم‌ترین برنامه‌های اعلام شده توسط پیریایی در دوره مسئولیت‌اش در قم بوده که در مراسم معارفه خود قول پیگیری آن را داد و جلسات کارشناسی خوبی در این زمینه در استان برگزار شد که وی در مراسم روز خبرنگار ۹۲، از اصحاب رسانه و مطبوعات استان خواست تا نتایج آمایش سرزمین را از استانداری پیگیری کنند.

### آب شرب قم
شیرین شدن آب قم خواستِ آیت‌الله بروجردی، امام خمینی، آیت‌الله خامنه‌ای و تمامی مراجع تقلید قم بود که طی سال‌های گذشته مسئولان قم برای تحقق آن تلاش می‌کردند. رهبری در سفر به قم بودجه‌ای را برای آن در قم تخصیص می‌دهد، کرم رضا پیریایی با پیگیری جدی پروژه ادامه را اجرا و در ۱۱ فروردین ۱۳۹۲ به اتمام می‌رساند و به این ترتیب شوری آب قم برای همیشه برطرف می‌شود و شیرین می‌شود.

### جاده قم - گرمسار (حرم تا حرم)
پیش از پیریایی، شبکه ارتباطی مرکز و جنوب به شمال شرق کشور، محروم از شبکه آزادراهی بوده‌است. این در حالی است که شهر مشهد به عنوان بزرگ‌ترین مرکز جذب گردشگر داخلی و خارجی در این مسیر قرار داشت. این امر موجب شد تا امکان‌سنجی احداث آزاد راه در این بخش از کشور، جهت اتصال به شبکه‌های آزادراهی موجود کشور مورد بررسی قرار گرفته و در این راستا در دوره کرم رضا پیریایی پروژه مهم آزاد راه حرم تا حرم حدفاصل قم تا گرمسار شکل گرفت.

### تأثیر روابط سیاسی
روابط پیریایی تأثیر بسیار مثبتی در عملکرد وی داشته‌است؛ پیریایی رابطه نزدیکی با مجموعه دولت دهم داشته‌است. پیریایی همچنین اهتمام بسیاری به تقویت شهردار وقتِ قم و همچنین اعضای شورای شهر به خصوص رئیس شورای شهر داشت، این اهتمام در نهایت به ارتباط گسترده و مؤثر وی، در مدیریت شهری در توسعه و پیشرفت قم و پیشرفت پرژه‌های شهرداری قم گردید.

### ارتباط با مراجع
پیریایی در قم رابطه خوبی با علما و مراجع تقلید برقرار کرد و در چند نوبت جلسات شورای اداری استان را در دفاتر مراجع تقلید و با حضور آنان برگزار کرد و از طرف دیگر جلسات مستمری با حضور ائمه جمعه قم داشت که این امر نشان از اهتمام جدی پیریایی برای برقراری رابطه و تعامل مطلوب با علما و حوزه علمیه قم داشت.

## صدا و سیما
در ۲۹ آذر ۱۳۸۴ عزت اللّه ضرغامی، پیریایی را به ریاست مرکز موسقی صداوسیما منصوب کرد. پیریایی پیش از آن در مدیر کل صدا و سیمای ایلام و کردستان، مدیریت ارتباطات صداوسیما، مشاور معاون ارتباطات و امور بین‌الملل صدا وسیما، ریاست مرکز موسیقی و سرود، عضو هیئت مرکزی گزینش صدا وسیما بوده‌است. او در باب همکاری اش با صدا و سیما در گفتگویی گفته بود: «کار در رسانه یک امر جامع است وهر کسی که در رسانه کار می‌کند باید جامعیت امور را ببیند.»

## فعالیت‌ها
از دیگر مسئولیت‌های مهم سیاسی پیریایی می‌توان به موارد زیر اشاره کرد:
1. عضو هیئت رئیسه مجمع استانداران کشور
2. معاون دبیر مجمع و رئیس ستاد تخصصی و امور مشاورین دبیرخانه مجمع تشخیص مصلحت نظام
3. رئیس میز نخبگان استان لرستان در مجمع تشخیص مصلحت نظام
4. مشاور دبیر مجمع تشخیص مصلحت نظام
5. رئیس مجمع منطقه ویژه اقتصادی سلفچگان
6. رئیس مجمع باشگاه فرهنگی ورزشی صبای قم
7. رئیس هیئت مدیره باشگاه فرهنگی ورزشی پاس همدان
8. صاحب امتیاز و مدیرمسئول هفته نامه سراسری جریان
9. معاون هماهنگی معاونت حقوقی و امور مجلس رئیس‌جمهور
10. مشاور معاون حقوقی و امور مجلس رئیس‌جمهور
11. عضو هیئت مرکزی گزینش صدا و سیمای جمهوری اسلامی
12. رئیس مرکز موسیقی و سرود صدا و سیمای جمهوری اسلامی ایران
13. مدیرکل صدا و سیمای استان کردستان
14. مدیرکل صدا و سیمای استان ایلام
15. مشاور معاون ارتباطات و امور بین‌الملل صداو سیمای جمهوری اسلامی ایران
16. مدیر ارتباطات صدا و سیمای جمهوری اسلامی ایران
17. مدیر مجتمع بهارستان «مجلس شورای اسلامی»
18. مشاور رئیس سازمان امور مجلس شورای اسلامی
19. فرماندار شهرستان قروه و دهگلان استان کردستان
20. فرماندار شهرستان بانه کردستان

1. معاون امور تربیتی آموزش و پرورش استان لرستان